# Прві Партизан
Прві Партизан (серб. кир.: Прві Партізан, сербська вимова: [přviː partǐzaːn]; абр. ППУ) сербський виробник боєприпасів та компонентів для ручного заряджання набоїв розташований в Ужиці, Сербія.
Компанія випускає боєприпаси для цивільних та військових покупців в різних калібрах з різними зарядами. У кількох статтях Прві Партизан згадуть як один з кількох виробників незвичайних набоїв, таких як 8x56mmR який використовували у варіанті M95/30 гвинтівки Mannlicher M1895, набій7.92×33mm Kurz, який використовували в штурмовій гвинтівці StG 44, та набій 7.65×53mm Argentine. На початку 2009 року компанія представила набій 8mm Lebel і стала першим комерційним виробником який почав випускати даний набій через багато років.

## Маркування
Набої виробництва Прві Партизан мають маркування "ППУ" , що є абревіатурою назви компанії кирилицею, "Први партизан Ужице". Прві Партизан випускає боєприпаси з маркуванням ПП та ППУ.

## Історія
Компанія була створена в 1928 році під назвою FOMU - Fabrika Oružja i Municije Užice ("Фабрика зброї та боєприпасів в Ужиці).
Під час Другої світової війни децентралізований завод під керівництвом партизан Тіто мав назву Prvi Partizan fabrika ("Перша партизанська фабрика"). Ця назва залишилася після війни, коли завод повернувся до склад FOMU в Ужице.
Згідно з даними компанії Panjiva, яка займається міжнародною торгівлею, Прві Партизан знаходиться на третьому місці серед великих іноземних компаній, які займаються поставкою боєприпасів на ринок США в 2016 році. Уряд Сербії інвестував 4 мільйони євро в будівництво нового цеху в 2017 році.

## Продукція

### Пістолетні набої
- .25 ACP
- 7,62×25 мм ТТ
- 7,63×25 мм Mauser
- 7,65x21мм Luger
- 7,62×38 мм Наган
- .32 ACP
- .32 S&W Long
- 9 мм Browning Long
- 9×18 мм ПМ
- 9×19 мм Парабелум
- 9×21mm
- .357 Magnum
- .357 SIG
- .38 S&W
- .38 Special
- .38 Super
- .380 ACP
- .40 S&W
- .44 Magnum
- .45 ACP
- 0mm Auto

### Гвинтівкові набої
- .22 Hornet
- .222 Remington
- .22-250 Remington
- .223 Remington
- .243 Winchester
- .25-06 Remington
- .264 Winchester Magnum
- .270 Winchester
- .30 Carbine
- .300 AAC Blackout
- .300 Winchester Magnum
- .30-06 Springfield
- .303 British
- .30-30 Winchester
- .308 Winchester
- .338 Lapua Magnum
- .375 H&H Magnum
- .45-70 Government
- 5,56×45 мм НАТО
- 6.5×52mm Mannlicher–Carcano
- 6.5×54mm Mannlicher–Schönauer
- 6.5×55mm
- 6.5mm Grendel
- 6.5×57mm Mauser
- 6.8mm Remington SPC
- 6mm Remington
- 7×65mmR
- 7.5×54mm French
- 7,5×55 мм Шмідт-Рубін
- 7.62x51mm NATO
- 7,62×54 мм R
- 7,62×39 мм
- 7.65×53mm Argentine
- 7.92×33mm Kurz
- 7×57mm Mauser
- 7×64mm
- 7mm Remington Magnum
- 7mm Mauser
- 7mm-08 Remington
- 7×57mm Mauser
- 8×56mmR
- 8×60mm S
- 8mm Lebel
- 8mm Mauser
- 8×57 IS
- 8×57 IRS
- 9.3×62mm
- 9.3×74mmR
- .50 BMG

## Інциденти
4 вересня 2009 року відбулися чотири вибухи в пороховому цеху, сім робітників загинули, а 15 отримали легкі тілесні ушкодження. Пізніше уряд Сербії оголосив 5 вересня 2009 року Національна днем скорботи за жертвами.